# 波莫納維尤鎮區 (北達科他州拉穆爾縣)
波莫納維尤鎮區（英語：Pomona View Township）是位於美國北達科他州拉穆爾縣的一個鎮區。

## 地方資料
波莫納維尤鎮區的面積為93.08平方千米，當中陸地面積為92.76平方千米，而水域面積為0.32平方千米。根據2020年美國人口普查的數據，當地共有人口27人，而人口密度為每平方千米0.29人。